# 合衆国政府印刷局
合衆国政府出版局（がっしゅうこくせいふいんさつきょく、United States Government Publishing Office (GPO)）は、アメリカ合衆国の議会に属する機関である。

## 概要
1860年、公文書の印刷を職務とし、国民の知る権利に奉仕することを目的に設立された。モットーはKeeping America Informed.

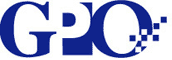
合衆国政府出版局のロゴ

立法府の下にあるが、取り扱う文書の範囲は司法府や行政府を含めた連邦政府全体に及ぶ。合衆国法典も政府出版局が発行する。
近年の情報のデジタル化は、政府印刷局の役割をも変化させた。米国立公文書館と連携し、デジタルメディアを用いた情報の公開に力を入れている。
デジタル化の変化を反映するために、2014年12月17日Government Printing Office からGovernment Publishing Office（政府出版局）に改名された。

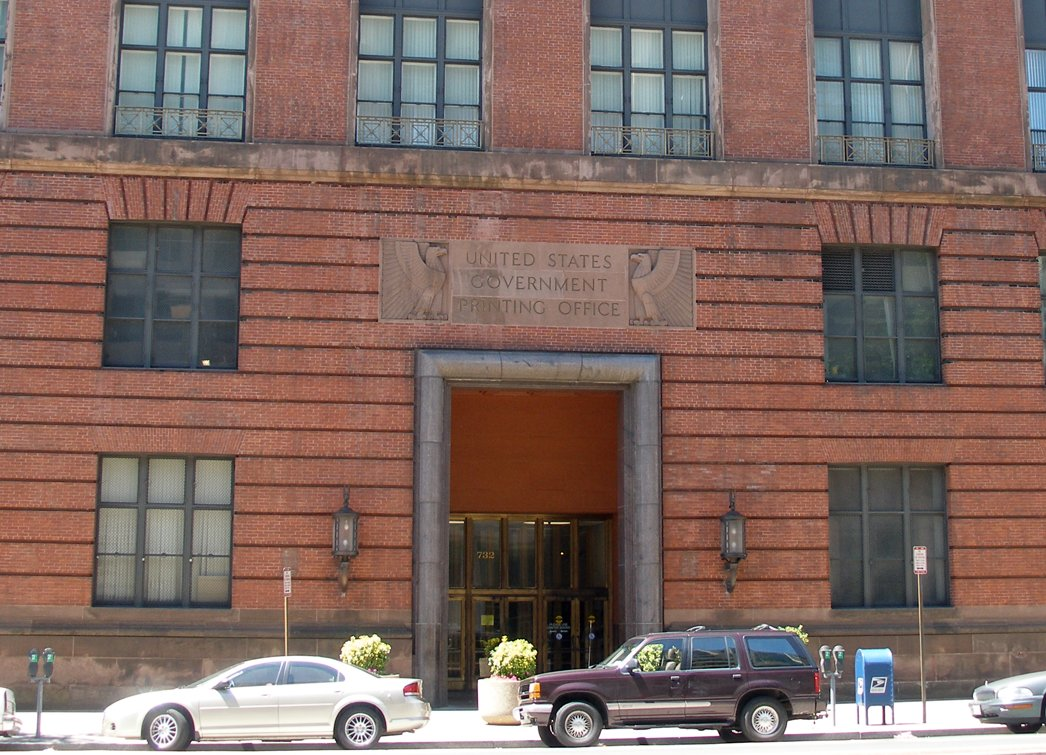
合衆国政府出版局本部入口